# Ludolph de Sudheim
Pour les articles homonymes, voir Schilder.

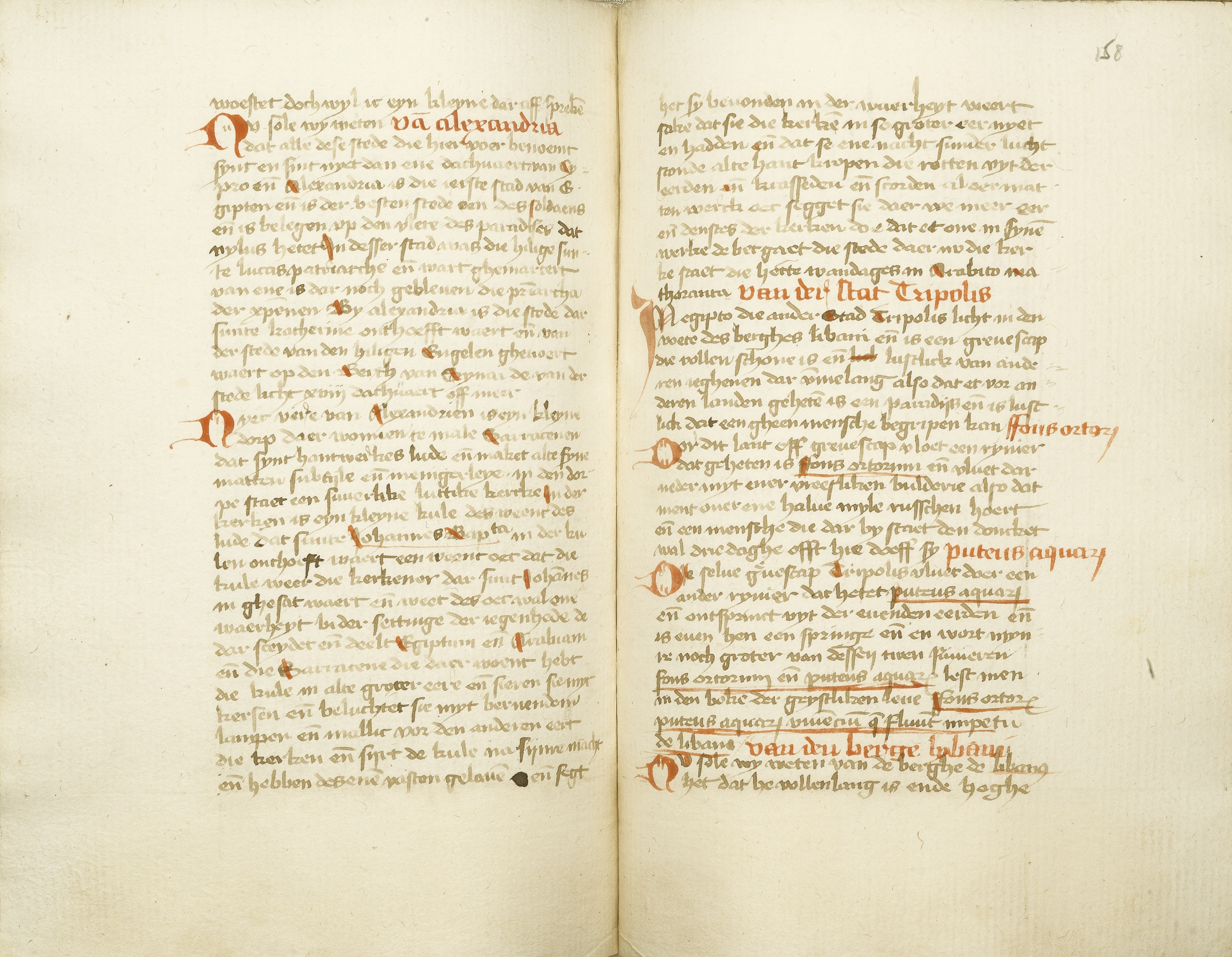
manuscrit

Ludolph Schilder, surnommé Ludolph de Sudheim, (Ludolf, Ludolphus Clippeator) était clerc de Sudheim, en Saint-Empire.
Il fait un pèlerinage en Terre sainte de 1336 à 1341, accompagnant probablement en tant que chapelain un chevalier au service du roi d’Arménie. Il dédie son récit, De itinere Terre sancte, à Balduin von Steinfurt, évêque de Paderborn de 1341 à 1361. Il en existe plusieurs versions latines et allemandes.